# Долно Коняри
Долно Коняри (на македонска литературна норма: Долно Коњари) е село в община Ибрахимово (Петровец) на Северна Македония.

## География
Селото се намира в областта Блатия, на левия бряг на Пчиня.

## История
В края на XIX век Долно Коняри е село в Скопска каза на Османската империя. Според статистиката на Васил Кънчов („Македония. Етнография и статистика“) към 1900 година в Долно Койнари живеят 40 българи християни и 240 турци.
Според преброяването от 2002 година селото има 704 жители.
| Националност     | Всичко |
| северномакедонци | 7      |
| албанци          | 121    |
| турци            | 6      |
| роми             | 0      |
| власи            | 0      |
| сърби            | 0      |
| бошняци          | 598    |
| други            | 2      |

## Личности
Родени в Долно Коняри
- Зекир Рамчилович (р. 1975), северномакедонски историк и политик
- Лиман, български революционер, четник на Кръстьо Лазаров в 1914 година, роден в Горно, Долно или Средно Коняри[3]
- Найден Стоянов, български революционер, четник на Кръсто Лазаров в 1914 година, роден в Горно, Долно или Средно Коняри[4]